# Alistair Cooke, Baron Lexden

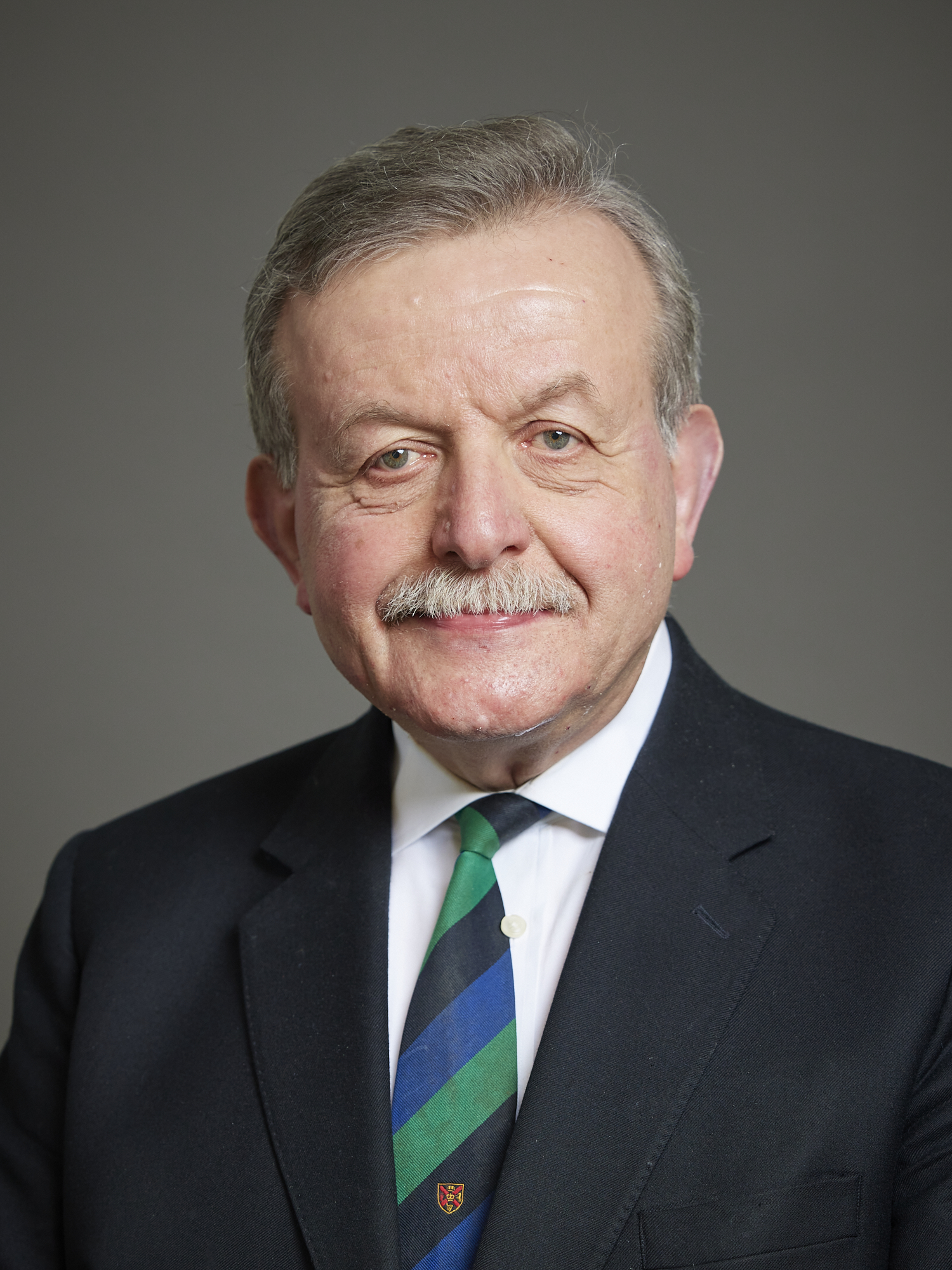
Alistair Cooke, Baron Lexden, 2023

Alistair Basil Cooke, Baron Lexden, OBE, (* 20. April 1945 in Colchester, Essex) ist ein britischer Historiker, Politiker der Conservative Party und Life Peer.

## Leben
Cooke ist der zweite Sohn von Basil und Nancy Irene Cooke (geb. Neal). Ab 1966 studierte er Geschichte in Cambridge, Edinburgh und Belfast. Ab 1971 war er in Belfast als Dozent und Tutor für Neuere Britische Geschichte tätig, wo er 1979 promovierte.
Von 1977 bis zu dessen Tod 1979 war er politischer Berater des Schattenministers für Nordirland, Airey Neave. Während dieser Zeit und danach noch bis 1997 war er im Conservative Research Department angestellt, von 1988 bis 1997 war er Direktor des Conservative Political Centre. 1988 wurde er zum Officer des Order of the British Empire ernannt.
Seit 2007 ist er offizieller Historiker des Carlton Club und seit 2009 auch offizieller Historiker der Conservative Party.
Im Dezember 2010 wurde er auf Vorschlag David Camerons zum Life Peer ernannt und trägt seither offiziell den Titel Baron Lexden, of Lexden in the County of Essex and of Strangford in the County of Down.

## Schriften
- Tory Heroine. Dorothy Brant and the Rise of Conservative Women. Sumfield & Day. Eastbourne 2008.
- A Gift from the Churchills. The Primrose League 1883–2004. Carlton Club, London 2010.